# Tonika
Tonika, akord toniczny, centrum tonalne, ośrodek/punkt ciążenia tonalnego (fr. tonique; często oznaczana symbolem T) – z punktu widzenia harmonii jedna z trzech funkcji głównych systemu dur-moll (obok dominanty oraz subdominanty). Toniką bywa nazywany także pierwszy stopień skali durowej lub mollowej, będący prymą toniki w rozumieniu funkcyjnym. 

## Tonika jako stopień skali
Od nazwy dźwięku tonicznego bierze nazwę gama, zbudowana na tym dźwięku (np. jeśli za tonikę obrano dźwięk g, otrzymuje się gamę G-dur lub g-moll, w zależności od użytej do jej konstrukcji skali).
Tonika najczęściej rozpoczyna i kończy melodię.

## Tonika jako funkcja harmoniczna
Akord toniczny zbudowany jest na pierwszym stopniu skali i zazwyczaj stosowany jest w swej pierwotnej postaci, tj. jako trójdźwięk. Aby zapewnić mu lepszą łączliwość z akordem subdominantowym, dodaje się do niego najczęściej 7 lub 7 i 9. Zdarzają się również alteracje akordu tonicznego (np. 1<, 5>, 5<).
W odróżnieniu od dominanty i subdominanty, tonika rozładowuje napięcie tonalne. Występuje często na końcu kadencji, zawsze zaś na końcu utworu muzycznego utrzymanego w systemie dur-moll (istnieją nieliczne wyjątki od tej reguły, np. poemat symfoniczny Tako rzecze Zaratustra Richarda Straussa).
Jako pierwszy pojęcie toniki do terminologii muzycznej wprowadził Jean-Philippe Rameau w swym Traktacie o harmonii wydanym w 1722 roku.